# 몽량원부인
몽량원부인 박씨(夢良院夫人 朴氏, 생몰년 미상)는 고려의 초대 왕 태조 왕건의 제28비이다.

## 생애
본관은 평주이다. 황해도 평주(平州, 현재의 황해북도 평산군)의 유력한 호족 집안 출신으로, 태위 삼중대광 박수경의 딸이다. 박수경은 고려의 건국 공신인 박지윤의 아들이자 삼중대광에 추증된 박수문의 형제이다. 따라서 박지윤의 딸이자 태조의 제25비인 성무부인은 몽량원부인의 고모이고, 박수문의 딸이자 태조의 제27비인 월경원부인은 몽량원부인의 사촌이다.
일부에서는 태조가 당시 육군력의 집결지인 평주를 자신의 기반으로 삼을 뿐 아니라, 지략이 뛰어나 출전하는 전쟁마다 승리하였던 박수경 (고려 무신)|박수경을 비롯한 평주 박씨 가문의 지원을 받기 위해 이 지역 출신의 왕비를 3명이나 맞이한 것으로 보기도 한다.
그녀의 자세한 생애나 생몰년, 능지에 대한 기록은 남아있지 않다. 호는 몽량원부인(夢良院夫人)이다. 소생은 없었다.

## 가족 관계
- 조부 : 박지윤(朴遲胤)
- 조모 : 미상
- 아버지 : 박수경(朴守卿, ? ~964)
- 어머니 : 미상
  - 남편 : 제1대 태조(太祖, 877~943 재위: 918~943)

## 기타
- 2016년 SBS에서 방영된 드라마 《달의 연인 - 보보경심 려》에서는 박수경의 딸 "박순덕"이 광주원군을 모티브로 한 "왕은"과 혼인하는 것으로 등장한다. 그러나 기록 상에 나타나는 박수경의 딸은 몽량원부인 뿐으로 사실관계가 맞지 않아, 해당 드라마에 등장하는 "박순덕"은 몽량원부인과는 관련이 없는 가상의 인물로 간주된다[3].